# Marionville (Canada)
Pour les articles homonymes, voir Marionville (homonymie).
Marionville est un petit village majoritairement francophone dans la canton de Russell avec 900 habitants. 
Ce village est situé à la frontière avec la ville de Ottawa et North Dundas. Il est situé environ 750 mètres au nord-ouest de la rivière des castors de l'est.
Marionville est la troisième plus grande communauté dans la canton Russell (après Embrun et Russell).
La population des blocs environnants de la communauté était de 238 selon le recensement du Canada de 2011. 
Marionville est situé environ 37 kilomètres au sud de Downtown d'Ottawa (45 km par la route).